# Silvius von Goldfus

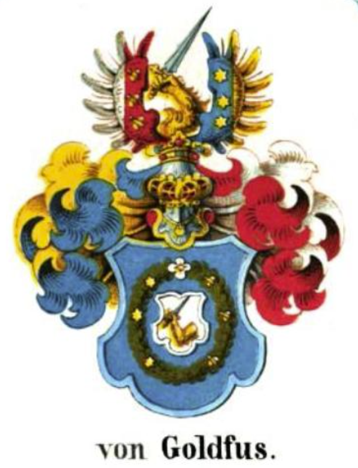
Wappen

Carl Silvius Magnus Adalbert von Goldfus (* 24. Dezember 1840 in Breslau; † 9. Juli 1922 in Kittelau) war ein deutscher Rittergutsbesitzer, Landrat und Reichstagsabgeordneter.

## Leben

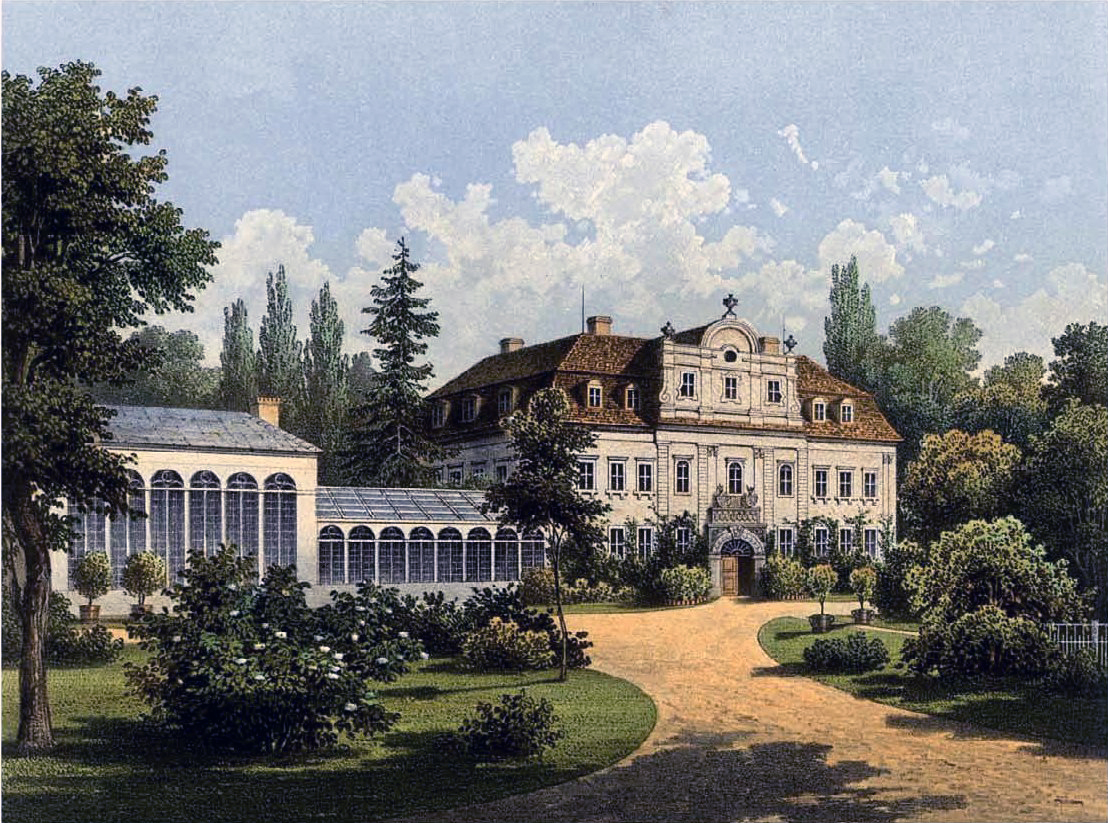
Gut Kittelau um 1860, Sammlung Alexander Duncker

Goldfus war Angehöriger einer 1678 in den böhmischen Ritterstand nobilitierten Familie von Goldfus. Seine Eltern waren der preußische Major sowie Erbherr auf Niklasdorf, Groß und Klein Tinz, Adalbert Ritter von Goldfus (1803–1870) und Amanda von Broesigke (1815–1897).
Er besuchte das  Friedrichs-Gymnasium (Breslau). Nach dem Abitur begann er an der Rheinischen Friedrich-Wilhelms-Universität Rechtswissenschaft zu studieren. 1869 wurde er im Corps Borussia Bonn recipiert. 
Als Inaktiver wechselte er an die heimatliche Universität Breslau. Er wurde 1868 Gerichtsassessor und war bis 1870 in der Rechtspflege tätig, zuletzt als kommissarischer Kreisrichter. Er wechselte in Preußens innere Verwaltung und war ab 1870 Landrat im niederschlesischen Kreis Nimptsch.
1873–1879 saß Goldfus im Preußischen Abgeordnetenhaus und von 1884 bis 1890 des Deutschen Reichstags für den Wahlkreis Regierungsbezirk Breslau 5 Ohlau, Strehlen, Nimptsch und die Deutsche Reichspartei. Goldfus hatte in der Preußischen Armee gedient und war Rittmeister a. D. Er war Erbherr auf Kittelau sowie Rechtsritter des Johanniterordens.
Der ehemalige Landrat blieb unvermählt und adoptierte am 5. Oktober 1921 Helmuth Synold von Schüz-Goldfus (1886–1929), Sohn der Therese von Goldfus (1852–1888) und des Generals Friedrich Synold von Schüz (1840–1915).